# Ottaviano Targioni Tozzetti
Pour les articles homonymes, voir Targioni Tozzetti.
Ottaviano Targioni Tozzetti (né en 1755 à Florence et mort en 1826 à Pise) est un médecin et un botaniste italien de la fin du XVIIIe siècle et du début du XIXe siècle.

## Biographie
Ottaviano Targioni Tozzetti est le fils du botaniste Giovanni Targioni Tozzetti (1712-1783). Il est médecin à l'hôpital de Santa Maria Nuova de Florence et  enseigne la botanique à l'université de Pise.
Il est l'auteur d’Istituzioni botaniche (1802) et du Dizionario botanico italiano (1809).

## Sources
- (it) Istituto e Museo di Storia della Scienza